# John Spencer-Churchill, VII duca di Marlborough
John Winston Spencer-Churchill, VII duca di Marlborough (Garboldisham, 2 giugno 1822 – Londra, 4 luglio 1883), è stato un nobile e politico britannico.

## Biografia

### Infanzia ed educazione
Era il figlio maggiore di George Spencer-Churchill, VI duca di Marlborough e della sua prima moglie, Lady Jane Stewart, figlia di George Stewart, VIII conte di Galloway. Nacque a Garboldisham Hall, Norfolk, il 2 giugno 1822. Fu educato a Eton dal 1835 al 1838 e all'Oriel College di Oxford.

### Matrimonio
Sposò, il 12 luglio 1843, Lady Frances Anne Vane (15 aprile 1822 - 16 aprile 1899), figlia del III marchese di Londonderry e di sua moglie, Lady Frances Anne Emily Vane-Tempest. La coppia ebbe undici figli.

### Carriera politica

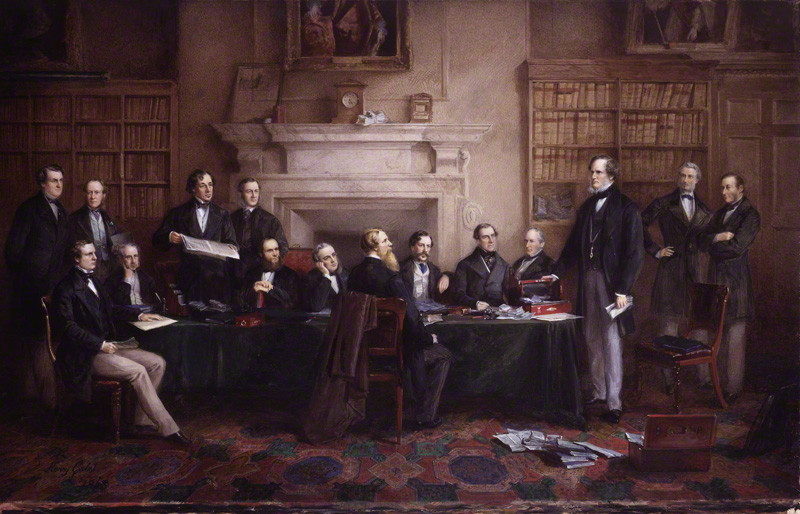
Il Gabinetto di Lord Derby nel 1867: il Duca di Marlborough è il personaggio seduto in seconda fila al centro davanti al caminetto, con la testa appoggiata sulla mano

Iniziò la sua carriera pubblica come tenente della milizia territoriale ("yeomanry") dell'Oxfordshire nel 1843, e prese il suo posto nella Camera dei Comuni come membro conservatore per Woodstock il 22 aprile 1844 (con il titolo di Marchese di Blandford), ma, in conseguenza del suo sostegno alle misure di libero scambio senza il consenso di suo padre, la cui influenza a Woodstock era fondamentale, fu obbligato a dimettersi il 1 maggio dell'anno successivo. I duri contrasti tra padre e figlio primogenito erano una caratteristica ormai costante della famiglia ducale di Marlborough. Comunque, in occasione delle elezioni del nuovo parlamento nel 1847, fu rieletto per Woodstock e, sebbene non venisse eletto per il Middlesex nel 1852, mantenne il suo posto per il seggio di Woodstock ininterrottamente fino al 1857, quando divenne Duca di Marlborough, e fu nello stesso anno proclamato luogotenente dell'Oxfordshire, per iniziativa di lord Palmerston.
Fu Lord sovrintendente della Casa Reale nel luglio 1866, consigliere privato il 10 luglio e Lord presidente del Consiglio dall'8 marzo 1867 al dicembre 1868, nel governo conservatore di Lord Derby e, successivamente, in quello presieduto da Benjamin Disraeli. Tra i maggiorenti Tory Marlborough fu sempre il maggior sostenitore di Disraeli, del quale divenne intimo amico. Nel 1874, alla formazione del secondo gabinetto da questi presieduto, gli venne offerto il vicereame dell'Irlanda, ma il Duca rifiutò. Il 28 novembre 1876 succedette tuttavia al Duca di Abercorn come luogotenente, incarico che lasciò al momento delle dimissioni del ministero Beaconsfield (Disraeli, ora nominato Conte di Beaconsfield dalla regina Vittoria dopo il Congresso di Berlino) nel maggio 1880.

### Ultimi anni e morte
Per molti anni fu presidente della Shipwrecked Fishermen and Mariners' Royal Benevolent Society, che si occupava di assistere pescatori vittime di naufragi.
Morì improvvisamente di angina pectoris nella sua residenza di Londra, al n. 29 di Berkeley Square, nel 1883. Dopo essere stato composto in una camera ardente a Blenheim Palace, fu sepolto nella cappella privata di famiglia il 10 luglio. Fu anche un membro della Massoneria.

## Giudizio
Nonostante fosse riuscito a ripristinare il prestigio del suo casato, compromesso dal padre e dal nonno, il VII duca di Marlborough fu comunque sempre attanagliato dalle difficoltà finanziarie, che lo costrinsero a svuotare Blenheim Palace dei suoi immensi tesori. Nel 1875, il Duca vendette il Matrimonio di Amore e Psiche assieme alle famose gemme dei Marlborough all'asta per 10 000 sterline. Anche questo ad ogni modo non bastò a salvare le sorti della famiglia ed ancora una volta Blenheim fu dilapidata nella sua biblioteca. Nel 1880 venne costretto a chiedere al Parlamento il permesso di alienare parte delle fortune della villa (che ancora era intesa come un monumento nazionale celebrativo al suo antenato) col Blenheim Settled Estates Act del 1880. La prima vittima di questa vendita fu la grandiosa Sunderland Library che venne dispersa dal 1882, con volumi come Le Epistole di Orazio, stampate a Caen nel 1480, e le opere di Giuseppe Flavio, stampate a Verona nel 1648. I 18 000 volumi della biblioteca fruttarono più di 60 000 sterline. Le vendite continuarono a dilapidare la fortuna del palazzo: la Madonna Ansidei di Raffaello venne venduta per 70 000 sterline, il Ritratto di Carlo I a cavallo di Van Dyck fruttò 17 500 sterline ed infine un pezzo della collezione personale di Peter Paul Rubens, raffigurante Rubens, sua moglie Helena Fourment ed il loro figlio Peter Paul, quadro donato dalla città di Bruxelles al I Duca nel 1704, opera oggi presente al Metropolitan Museum of Art di New York City..
Il Duca fu, secondo il "Dictionary of National Biography": "un uomo pubblico sensibile, onorevole e industrioso". A lui Lord Beaconsfield l'8 marzo 1880 indirizzò la famosa lettera in cui annunciava lo scioglimento del parlamento, facendo appello ai collegi elettorali per un rinnovo di fiducia al governo. La sua amministrazione dell'Irlanda fu popolare e dette impulso al commercio e all'economia del paese. L'area di maggior interesse di Marlborough era quella dei rapporti con la Chiesa Anglicana, in particolare sulla difesa della purezza rituale della chiesa nazionale, in contrasto con pratiche cattolicizzanti (la cosiddetta dottrina "High Church"); in questa veste fu promotore nel 1856 di un disegno di legge che portava il suo nome, allo scopo di rafforzare la chiesa d'Inghilterra nelle grandi città attraverso la suddivisione delle parrocchie più estese, in modo da garantire una presenza più capillare della chiesa nazionale nel tessuto urbano, nel quale era minacciata dalla concorrenza sia dei cattolici, anche a causa della forte emigrazione irlandese nelle grandi città industriali inglesi, sia delle denominazioni non-conformiste (come quaccheri, unitariani e metodisti). La sua ultima apparizione pubblica avvenne il 28 giugno 1883, quando tenne un intervento in opposizione alla terza lettura del progetto di legge sulle vedove. Aveva sposato, il 12 luglio 1843, lady Frances Anne Emily Vane Tempest, figlia maggiore di Charles Stewart, III marchese di Londonderry, ambasciatore britannico nell'Impero austriaco e fratello di lord Castlereagh, plenipotenziario britannico al Congresso di Vienna. La Duchessa divenne famosa perché, durante la sua residenza in Irlanda istituì un fondo per la carestia, con il quale raccolse 112.484 sterline, che servirono per raccogliere semina per le patate, cibo e vestiti.

## Discendenza

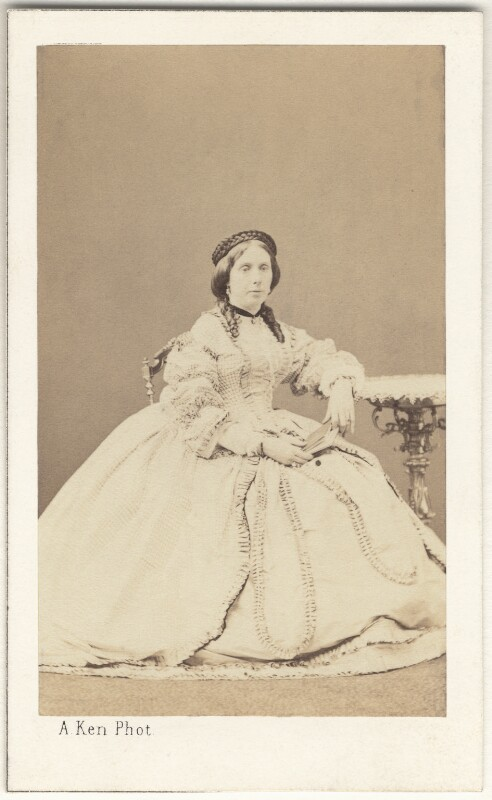
Lady Frances Anne Spencer-Churchill, duchessa di Marlborough

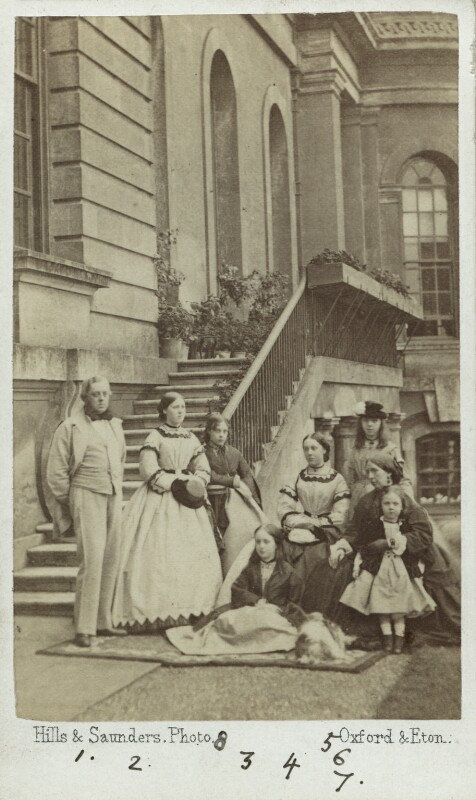
Il Duca e la Duchessa di Marlborough con la loro famiglia nel 1864 a Blenheim Palace

Lady Frances e John Spencer-Churchill, VII duca di Marlborough ebbero undici figli:
- George Spencer-Churchill, VIII duca di Marlborough, (13 maggio 1844 - 9 novembre 1892);
- Frederick John Winston Spencer-Churchill (2 febbraio 1846 - 5 agosto 1850);
- Cornelia Maria Henrietta Spencer-Churchill (17 settembre 1847 - 22 gennaio 1927), sposò il 25 maggio 1868 Ivor Guest, I barone Wimborne, ebbero figli;
- Rosamund Jane Frances Spencer-Churchill (?-il 3 dicembre 1920), il 12 luglio 1877 sposò William Fellowes, II barone di Ramsey, ebbero figli;
- Lord Randolph Henry Churchill (13 febbraio 1849 - 24 gennaio 1895), 15 aprile 1874 sposò Jennie Jerome, padre di Sir Winston Churchill e John Strange Spencer-Churchill;
- Fanny Louise Octavia Spencer-Churchill (29 gennaio 1853 - 5 agosto 1904), sposò il 9 giugno 1873 Edward Marjoribanks, II barone Tweedmouth, ebbero figli;
- Anne Emily Spencer-Churchill (14 novembre 1854 - 20 giugno 1923), l'11 giugno 1874 sposò James Innes-Ker, VII duca di Roxburghe, ebbero figli;
- Charles Ashley Spencer-Churchill (1856 - 11 marzo 1858);
- Augustus Robert Spencer-Churchill (4 luglio 1858 - 12 maggio 1859);
- Georgiana Elizabeth Spencer-Churchill (14 maggio 1860 - 9 febbraio 1906), il 4 giugno 1883 sposò Richard Curzon, IV conte di Howe, ebbero figli;
- Sarah Isabella Augusta Spencer-Churchill (1865 - 22 ottobre 1929), una corrispondente di guerra durante la guerra anglo-boera, sposò il 21 novembre 1891 il tenente colonnello Chesney Gordon Wilson.

## Ascendenza
|                                                     |                                                |                                                    | Genitori                                    |  |  | Nonni |  |  | Bisnonni                                  |  |  | Trisnonni                                    |  |
|                                                     |                                                |                                                    |                                             |  |  |       |  |  | 8. George Spencer, IV duca di Marlborough |  |  | 16. Charles Spencer, III duca di Marlborough |  |
|                                                     |                                                |                                                    |                                             |  |  |       |  |  | 8. George Spencer, IV duca di Marlborough |  |  | 16. Charles Spencer, III duca di Marlborough |  |
|                                                     |                                                | 17. hon. Elisabetta Trevor                         |                                             |  |  |       |  |  | 8. George Spencer, IV duca di Marlborough |  |  |                                              |  |
| 4. George Spencer-Churchill, V duca di Marlborough  |                                                |                                                    |                                             |  |  |       |  |  | 8. George Spencer, IV duca di Marlborough |  |  |                                              |  |
|                                                     |                                                | 9. lady Caroline Russell                           | 18. John Russell, IV duca di Bedford        |  |  |       |  |  |                                           |  |  |                                              |  |
|                                                     |                                                | 9. lady Caroline Russell                           | 18. John Russell, IV duca di Bedford        |  |  |       |  |  |                                           |  |  |                                              |  |
|                                                     |                                                | 9. lady Caroline Russell                           | 19. lady Gertrude Leveson-Gower             |  |  |       |  |  |                                           |  |  |                                              |  |
| 2. George Spencer-Churchill, VI duca di Marlborough |                                                | 9. lady Caroline Russell                           |                                             |  |  |       |  |  |                                           |  |  |                                              |  |
|                                                     |                                                | 10. John Stewart, VII conte di Galloway            | 20. Alexander Stewart, VI conte di Galloway |  |  |       |  |  |                                           |  |  |                                              |  |
|                                                     |                                                | 10. John Stewart, VII conte di Galloway            | 20. Alexander Stewart, VI conte di Galloway |  |  |       |  |  |                                           |  |  |                                              |  |
|                                                     |                                                | 10. John Stewart, VII conte di Galloway            | 21. lady Catherine Cochrane                 |  |  |       |  |  |                                           |  |  |                                              |  |
| 5. lady Susan Stewart                               |                                                | 10. John Stewart, VII conte di Galloway            |                                             |  |  |       |  |  |                                           |  |  |                                              |  |
|                                                     |                                                | 11. Anne Dashwood                                  | 22. sir James Dashwood, II baronetto        |  |  |       |  |  |                                           |  |  |                                              |  |
|                                                     |                                                | 11. Anne Dashwood                                  | 22. sir James Dashwood, II baronetto        |  |  |       |  |  |                                           |  |  |                                              |  |
|                                                     |                                                | 11. Anne Dashwood                                  | 23. Elizabeth Spencer                       |  |  |       |  |  |                                           |  |  |                                              |  |
| 1. John Spencer-Churchill, VII duca di Marlborough  |                                                | 11. Anne Dashwood                                  |                                             |  |  |       |  |  |                                           |  |  |                                              |  |
|                                                     | 12. John Stewart, VII conte di Galloway (= 10) | 24. Alexander Stewart, VI conte di Galloway (= 20) |                                             |  |  |       |  |  |                                           |  |  |                                              |  |
|                                                     | 12. John Stewart, VII conte di Galloway (= 10) | 24. Alexander Stewart, VI conte di Galloway (= 20) |                                             |  |  |       |  |  |                                           |  |  |                                              |  |
|                                                     | 12. John Stewart, VII conte di Galloway (= 10) | 25. lady Catherine Cochrane (= 21)                 |                                             |  |  |       |  |  |                                           |  |  |                                              |  |
| 6. George Stewart, VIII conte di Galloway           | 12. John Stewart, VII conte di Galloway (= 10) |                                                    |                                             |  |  |       |  |  |                                           |  |  |                                              |  |
|                                                     |                                                | 13. Anne Dashwood (= 11)                           | 26. sir James Dashwood, II baronetto (= 22) |  |  |       |  |  |                                           |  |  |                                              |  |
|                                                     |                                                | 13. Anne Dashwood (= 11)                           | 26. sir James Dashwood, II baronetto (= 22) |  |  |       |  |  |                                           |  |  |                                              |  |
|                                                     |                                                | 13. Anne Dashwood (= 11)                           | 27. Elizabeth Spencer (= 23)                |  |  |       |  |  |                                           |  |  |                                              |  |
| 3. lady Jane Stewart                                |                                                | 13. Anne Dashwood (= 11)                           |                                             |  |  |       |  |  |                                           |  |  |                                              |  |
|                                                     |                                                | 14. Henry Paget, I conte di Uxbridge               | 28. sir Nicholas Bayly, II baronetto        |  |  |       |  |  |                                           |  |  |                                              |  |
|                                                     |                                                | 14. Henry Paget, I conte di Uxbridge               | 28. sir Nicholas Bayly, II baronetto        |  |  |       |  |  |                                           |  |  |                                              |  |
|                                                     |                                                | 14. Henry Paget, I conte di Uxbridge               | 29. Caroline Paget                          |  |  |       |  |  |                                           |  |  |                                              |  |
| 7. lady Jane Paget                                  |                                                | 14. Henry Paget, I conte di Uxbridge               |                                             |  |  |       |  |  |                                           |  |  |                                              |  |
|                                                     |                                                | 15. Jane Champagné                                 | 30. rev. Arthur Champagné                   |  |  |       |  |  |                                           |  |  |                                              |  |
|                                                     |                                                | 15. Jane Champagné                                 | 30. rev. Arthur Champagné                   |  |  |       |  |  |                                           |  |  |                                              |  |
|                                                     |                                                | 15. Jane Champagné                                 | 31. Marianne Hamon                          |  |  |       |  |  |                                           |  |  |                                              |  |
|                                                     |                                                | 15. Jane Champagné                                 |                                             |  |  |       |  |  |                                           |  |  |                                              |  |